# Alex Simeon Janvier
Alex Simeon Janvier (Le Goff, vora Bonnyville, Alberta, 1935) és un artista i activista polític chipewyan, un dels avantguardistes de l'art aborigen canadenc. Estudià a l'escola d'art d'Alberta i el 1967 va exposar per primer cop al pavelló canadenc de l'Exposició Universal. El 1973 va fundar el grup d'art nadiu Professional Native Artists Inc (Winnipeg), i ha fet murals per a la Galeria Reial del Canadà i per al Museu de l'Home.